# Inger Margrethe Olsen
Inger Margrethe Olsen (Varanger, 1956 - 2010) va ser una escriptora de literatura infantil i dramaturga sami que escrivia en noruec i sami septentrional. Les seves obres de teatre aborden temes controvertits i poc discutits en la societat sami del seu temps com, l'homosexualitat, l'incest o la violència de gènere.
Va escriure el primer llibre infantil el 1991. El 1992 es va estrenar al teatre sami Beaivváš la primera obra teatral d'Olsen Earalágán (Diferent), un musical de rock sobre homosexualitat i suïcidi. En la dècada dels 90 va continuar col·laborant amb el teatre Beaivváš, que el 1994 va representar una de les peces més conegudes de l'autora, Skoavdnji, basada en una història de fantasmes de Varanger, incorporant-hi elements de teatre japonès Kabuki. L'obra, ambientada en un poble sami del mar els anys 20, narra la història d'un home violent que fa patir la seva esposa i altres persones sense que la societat o l'església reaccionin. Olsen va escriure també el guió de la sèrie infantil Májjá ja Sujujujjá emesa el 1994 per la televisió pública noruega, sobre una nena sami que viatja a un mon fantàstic per a rescatar la seva germana que ha estat adduïda per éssers demoníacs. Va ser una dels autors de Duste dievddu! (1998), un cabaret que intenta definir l'home sami en una època en què els rols de gènere dins la societat sami canviaven.
10 anys més tard, l'autora va tornar als escenaris amb l'obra Dušše Ánná que tracta temes íntims com l'incest, i polítics com les protestes que va suscitar la construcció d'un planta hidroelèctrica a Alta. El 2010 es va estrenar l'obra teatral infantil Sunná Šiella, que ella havia adaptat del guió de la sèrie Májjá ja Sujujujjá.

Va morir el 2010.

## Obra[4][2]
Prosa
- 1991 Noaide-Biehtár, llibre infantil, Davvi girji
- 1994 Noaide-Liissá, llibre infantil, Davvi girji

Teatre
- 1992 Earalágán - Annerledes, Beaivváš sámi teáhter
- 1993 Kiogg kåkke – Giegat guhkket – Gjøkene galer, Beaivváš sámi teáhter
- 1994 Skoavdnji, Beaivváš sámi teáhter
- 1998 Duste dievddu!, Alex Scherpf i altres, Beaivváš sámi teáhter
- 2008 Bare Anna : Dušše Ánná, Beaivváš sámi teáhter
- 2010 Sunná Šiella

Televisió
- 2004 Májjá ja Sujujujjá